# Tămășeni (okręg Neamț)
Tămășeni – wieś w Rumunii, w okręgu Neamț, w gminie Tămășeni. W 2011 roku liczyła 3064 mieszkańców.